# بسام کوسا
بسام کوسا (به عربی: بسام کوسا) بازیگر اهل سوریه متولد ۷ نوامبر ۱۹۵۴ است .

## فیلم‌ها
وی در فیلم سینمایی بازمانده ساخته سیف الله داد و همچنین در مجموعه تلویزیونی شبهای صالحیه در نقش مخرص (پسرعموی استاد عمر) بازی کرده است .